# Abraxas fletcheri
Abraxas fletcheri, en chino simplificado, 烏雲線金星尺蛾 ("Polilla Venus de Nube Oscura"), es una especie de polilla de la familia Geometridae. La especie fue descrita por primera vez por el Lepidopterólogo japonés Hiroshi Inoue habiendo sido descrita en 1984, con distribución endémica en la isla de Taiwán.